# Nekropole von La Polera

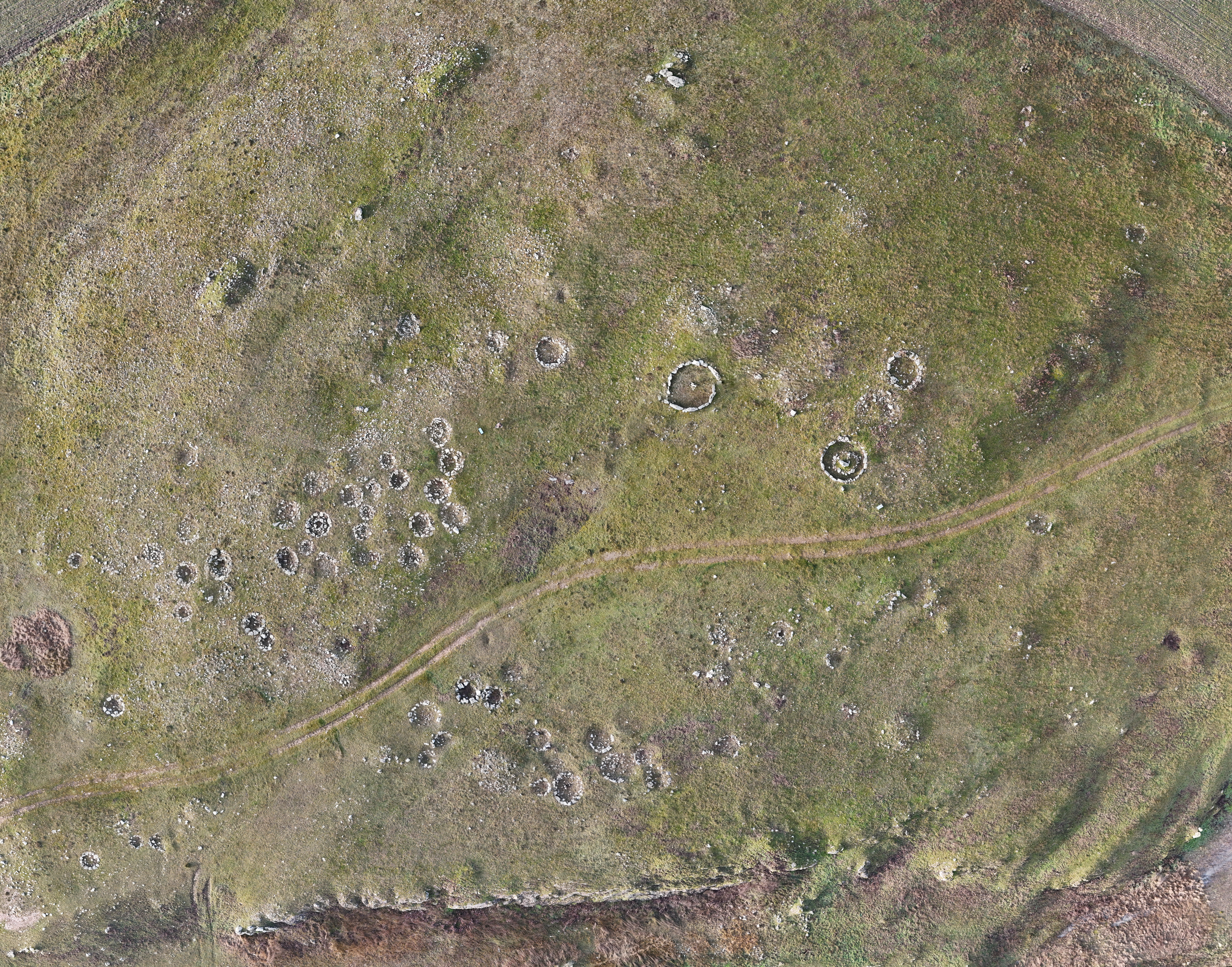
Luftaufnahme der Nekropole

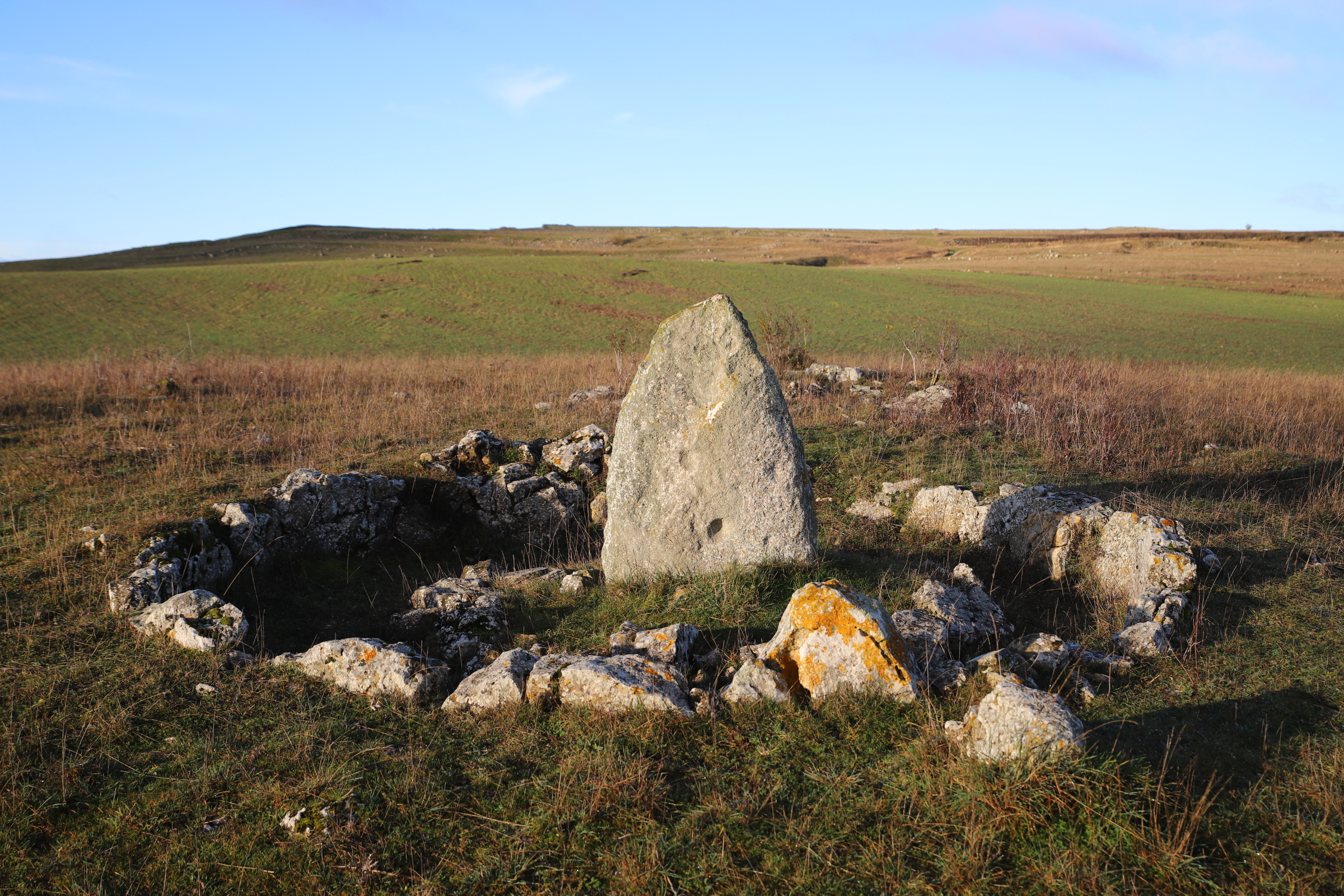
Größerer einzelner Grabhügel

Die Nekropole von La Polera (spanisch Castro-necrópolis La Polera) liegt neben der Eremitage in Merindad de Río Ubierna, etwa 15 km von Burgos, in Kastilien und León in Spanien.
Das Gräberfeld, mit etwa 100 Grabhügeln, stammt aus der Eisenzeit (5. – 4. Jahrhundert v. Chr.). Die erodierten Hügel bestehen aus erhaltenen äußeren kniehohen oder niedrigeren Steinkreisen mit Durchmessern zwischen 2,0 und 5,5 m. Nahe dem Zentrum befindet sich mitunter ein kleiner Menhir, in der Mitte steht eingetieft die Urne mit den verkohlten Knochen und den einheitlichen, umfangreichen Grabbeigaben. In einigen Fällen wird das Zentrum von einem kleinen inneren Steinkreis umgeben, bisweilen auch von einer Platte bedeckt. 
Charakteristisch sind die handgefertigten bikonischen dunklen, hohen Urnen mit weitem Rand (bitroncocónico). Als Dekoration finden sich in der Oberhälfte mit vier Fingern horizontal eingedrückte Furchen, während der übrige Körper Fingerverzierung oder kleine vertikale Linien aufweist. Die Beigaben bestehen aus verschiedenen Metallobjekten: Broschen, Fibeln, Messern, Schilde, Schwerter und Speerspitzen. Krönung ist eine Doppelfederfibel mit einem Schildkrötenpanzer. 